# St. Veit oder St. Martin (Weitisberga)

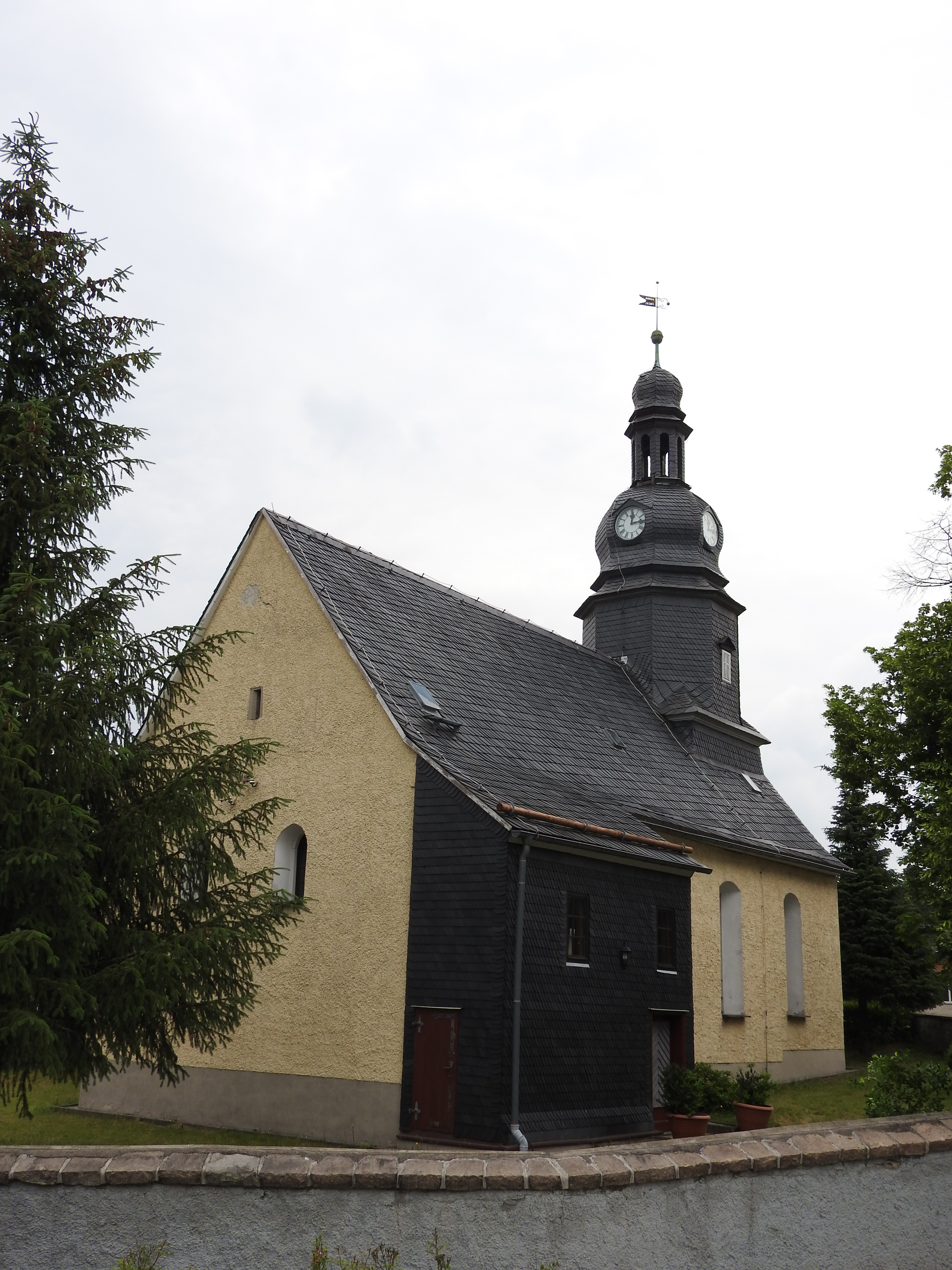
St. Veit oder St. Martin

Die evangelisch-lutherische denkmalgeschützte Kirche St. Veit oder St. Martin steht in Weitisberga, einem Ortsteil der Stadt Wurzbach im Saale-Orla-Kreis in Thüringen. Die Kirchengemeinde Weitisberga gehört zum Pfarrbereich Wurzbach im Kirchenkreis Schleiz der Evangelischen Kirche in Mitteldeutschland.

## Beschreibung
Die einfache Saalkirche wurde 1650 anstelle einer vorreformatorischen Kapelle gebaut. Sie wurde 1701 gründlich erneuert und erweitert. Dabei wurden die Fenster vergrößert, um der Kirche mehr Licht zu geben. 
Im Osten erhebt sich aus dem schiefergedeckten Satteldach ein achtseitiger Dachturm, der von einer bauchigen Haube bedeckt ist, auf der eine offene Laterne sitzt. Im Turm hängen zwei Kirchenglocken, die ältere ist von 1500, die jüngere von 1992. 
Der mit einer Holzbalkendecke überspannte Innenraum hat eingeschossige Emporen. Die Kirche wurde 1882 nach einem Entwurf von Baurat Brecht aus Rudolstadt renoviert. Dabei wurden die Innenwände mit Schablonenmalerei versehen. 
Die Kirchenausstattung ist in Formen der Neorenaissance. Der Kanzelaltar ist jedoch barock. An ihm sind Jesus Christus und vier Heilige dargestellt, die nachträglich angebracht wurden. Die Orgel mit acht Registern, verteilt auf ein Manual und Pedal, wurde 1882 von Carl Lösche gebaut.